# Cornățel (okręg Ardżesz)
Cornățel – wieś w Rumunii, w okręgu Ardżesz, w gminie Buzoești. W 2011 roku liczyła 999 mieszkańców.